# Die See

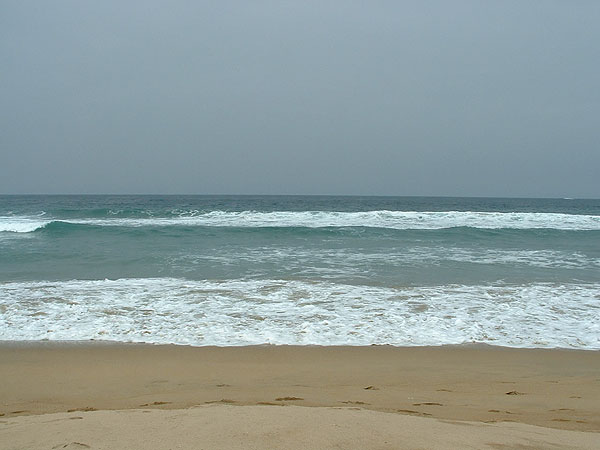
Meer

Die See (englischer Originaltitel The Sea) ist ein Roman des irischen Schriftstellers John Banville aus dem Jahr 2005.
Der 18. Roman des in Dublin lebenden Schriftstellers und Literaturkritikers John Banville erzählt von dem in die Jahre gekommenen Kunsthistoriker Max Morden. Nachdem seine Frau Anna an Krebs gestorben ist, kehrt er an den irischen Küstenort seiner Kindheit zurück, wo er immer seine Sommerferien verbrachte. Dort versucht er positive Erinnerungen wie die erste Erfahrung von Liebe und Erotik, aber auch traumatische Ereignisse zu verarbeiten, indem er seine Erinnerungen in bildreicher Sprache detailversessen und narzisstisch aufschreibt.
Atmosphärisch dicht gestaltet John Banville durch seinen Ich-Erzähler Max Morden die verschiedenen Zeitebenen, die in dem Monolog Mordens immer wieder verschwimmen. Er lässt die Grenzen zwischen wirklichen Erinnerungen und Phantasien und zwischen Bewusstsein und Unbewusstem fließend werden. Die melancholische Stimmung wird verstärkt durch die poetisch-düstere und gleichzeitig faszinierende Atmosphäre des Meeres.
John Banville erhielt für den Roman den Man Booker Prize 2005. Der Roman sei eine „meisterliche Studie der Trauer, der Erinnerung und der Liebe“, so der Booker-Juryvorsitzende, Prof. John Sutherland.

## Inhalt
Der Kunsthistoriker Max Morden, der Ich-Erzähler des Romans, hat vor einem Jahr seine Frau Anna durch eine Krebserkrankung verloren. In seiner wachsenden Verzweiflung kehrt er zurück an den Badeort Ballyless, wo er als Kind ebenfalls einen traumatischen Verlust erlitten hatte. Als Junge von etwa zehn Jahren hatte er dort den Urlaub mit seinen zerstrittenen Eltern verbracht. Dort lernte er die wohlhabende Familie Grace kennen, die für ihn all seine erotischen und sozialen Träume verkörperte, ihm geradezu als antike Götter auf dem gesellschaftlichen Olymp erschienen. Die zwei Kinder der Graces, das Zwillingspaar Myles und Chloe, werden zu seinen Spielkameraden.
Richten sich die erotischen Phantasien des kleinen Max zuerst auf die Mutter, so verliebt er sich schließlich in die gleichaltrige Chloe und tauscht mit ihr im dunklen Kino erste Küsse. Chloe und ihr stummer Bruder Myles bleiben für Max immer voller Rätsel. Nachdem Chloe Max in einem Strandhaus eine erste sexuelle Berührung gestattet hat und dabei von der Haushälterin Rose überrascht worden ist, gehen Chloe und Myles wortlos zum Wasser, schwimmen immer weiter hinaus und ertrinken schließlich. Max’ erster Versuch, seiner Familie zu entkommen, scheitert. Kurze Zeit nach der Katastrophe verlässt sein Vater die Familie für immer, der Junge wächst in ärmlichen Verhältnissen mit seiner frustrierten Mutter auf.
Die zweite Erzählebene schildert die Ehegeschichte von Max und Anna. Als Kind eines auf zweifelhafte Weise zu Geld gekommenen Vaters, der kurz nach der Hochzeit stirbt, ermöglicht Anna Max das Leben eines Privatgelehrten. Die weitgehend harmonische Ehe der beiden wird durch die Krebsdiagnose Dr. Todds zerstört, alle Sicherheit zerbricht, und für Max beginnt eine Lebensphase voller zerstörerischer Zweifel.
Ein Jahr nach Annas Tod entschließt sich Max zu einem langen Aufenthalt in einer Pension in Ballyless, dem Ferienort seiner Kindheit. Die Pension erweist sich als das ehemalige Feriendomizil der Familie Grace, die von deren damaliger Haushälterin Rose geführt wird. Max geht in einsamen Spaziergängen und Reflexionen den Verlusten der Vergangenheit nach und verliert zunehmend den Kontakt zur Realität. Träume, Unbewusstes und gegenwärtige Erlebnisse mischen sich immer stärker. Max beginnt schließlich exzessiv zu trinken, bis es zu einem Zusammenbruch kommt.

## Themen

### Liebe und Vergänglichkeit

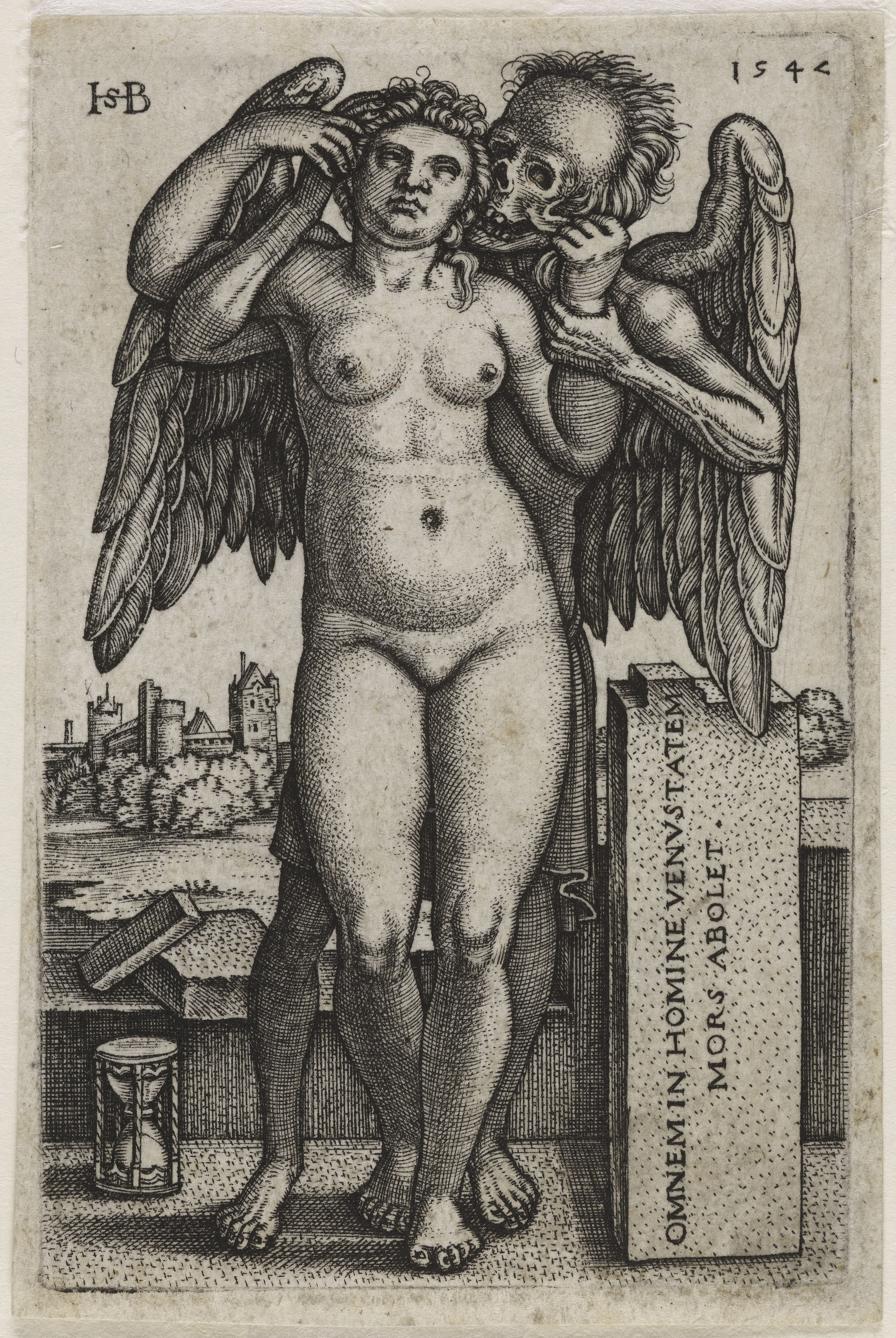
Beham, Sebald, Der Tod und das stehende nackte Weib

John Banville stellt neben Trauer und Liebe das Thema „Vergänglichkeit“ ins Zentrum des Romans.

„Mein Roman handelt davon, wie schnell aus der Gegenwart Vergangenheit wird. Und es geht auch darum, wie viel Macht die Vergangenheit über unser Leben besitzt. Jeder, der über die Vergangenheit nachdenkt, merkt sehr schnell, dass diese auf einer traumgleichen Ebene viel mehr Gewicht besitzt als die Gegenwart.“

Nach Banville reist der Held des Romans, Max Morden, an den Ferienort seiner Kindheit, um der Trauer um seine verstorbene Frau etwas entgegenzusetzen. Der Versuch, die Erlebnisse seiner Kindheit wieder lebendig zu machen, fördere die ersten erotischen Erlebnisse und reinen Erfahrungen seiner Kindheit zu Tage. Genau hier suche Morden den Punkt, von dem er die Kontrolle über sein Leben zurückgewinnen könne.
Banvilles „Die See“ schildert den Rückblick des gealterten Erzählers auf sein Leben. Dabei ist der Blick geschärft durch die traumatische Erfahrung des Todes, die die Welt in anderem Licht erscheinen lässt. Trotz dieser Schärfe bleibt die Erinnerung unzuverlässig. Max Morden stellt dies mit Entsetzen fest, als er an die Orte seiner Kindheit zurückkehrt.

„Als ich sah, wie die Wirklichkeit, die krasse, selbstgefällige Wirklichkeit von den Dingen, an die ich mich erinnerte, Besitz ergriff und sie so lange zurechtschüttelte, bis sie die ihr genehme Gestalt hatten, erfasste mich ein beinahe panisches Gefühl.“

Die Reise Max Mordens in die Vergangenheit verbindet die beiden großen Verlusterfahrungen seines Lebens. Dabei ist das Verblassen der Erinnerungen wie eine Wiederholung des ursprünglichen Verlusts.

„Ich dachte an Anna. Ich zwinge mich, an sie zu denken, das sind so Exerzitien, die ich mache. Sie ist in mich hineingestoßen wie ein Messer, und dennoch fange ich schon an, sie zu vergessen. Schon fängt ihr Bild in meinem Kopf allmählich zu verschleißen an.“

Banville hebt hervor, dass der Erzähler Max Morden sich vor allem dadurch von früheren Romanfiguren unterscheide, dass er in seiner tiefen Trauer an das Mitgefühl seiner Mitmenschen appelliere.

### Der Tod
Zentrales Thema des Romans ist der Tod. Nicht nur die Frau des Erzählers stirbt, auch seine beiden Jugendfreunde ertrinken.

„Also, Tod ist immer überflüssig und unmotiviert. Das ist ja die Krux, er trifft uns immer unvorbereitet. Also, das Buch verlangte nach mehr als diesem einen Tod, genau wie das Leben. Mit dem Tod der Kinder wollte ich genau das darstellen, der Tod hat keine Bedeutung. Natürlich nehmen wir ihn sehr ernst, das muss so sein. Aber es ist nicht ernst, er bedeutet das Ende gewisser Kreaturen, das ist fast zufällig. Und am Ende, in dieser letzten Szene, in der Max, das Kind also in der See steht, und diese merkwürdige Welle kommt heran, da fragt er sich, war das etwas Besonderes. Und er sagt nein, es war nur ein Schulterzucken der gleichgültigen Welt.“

Banville beruft sich hier explizit auf Martin Heidegger, für den der Tod ein bestimmendes Moment des menschlichen Daseins war. Erst aus der doppelten Todeserfahrung erwächst die ungeheure Intensität, mit der Max Morden die Welt erlebt.

„Vielleicht ist ja das ganze Leben nicht mehr als eine lange Vorbereitung auf den Moment des Fortgehens.“

Über die konstitutive Bedeutung des Todes für das menschliche Dasein hinaus fragt der Roman danach, was von den Menschen bleibt. Max Morden entwickelt eine Position radikaler Vergänglichkeit, aus der erotischen Connie Grace wird „ein bisschen Staub und eingetrocknetes Mark“. Das Weiterleben in der Erinnerungen der Liebenden sieht Morden als Verstreuung „im Gedächtnis der vielen“, die nur so lange Bestand hat, wie diese weiterleben. Eine religiöse Hoffnung sieht Max Morden nicht.

„Die Möglichkeit eines Lebens nach dem Tode oder einer Gottheit, welche die Fähigkeit besitzt, ein solches zu gewähren, ziehe ich nicht in Betracht. Wenn man sich die Welt ansieht, die er geschaffen hat, wäre es eine Respektlosigkeit gegenüber Gott, an ihn zu glauben.“

### Malerei

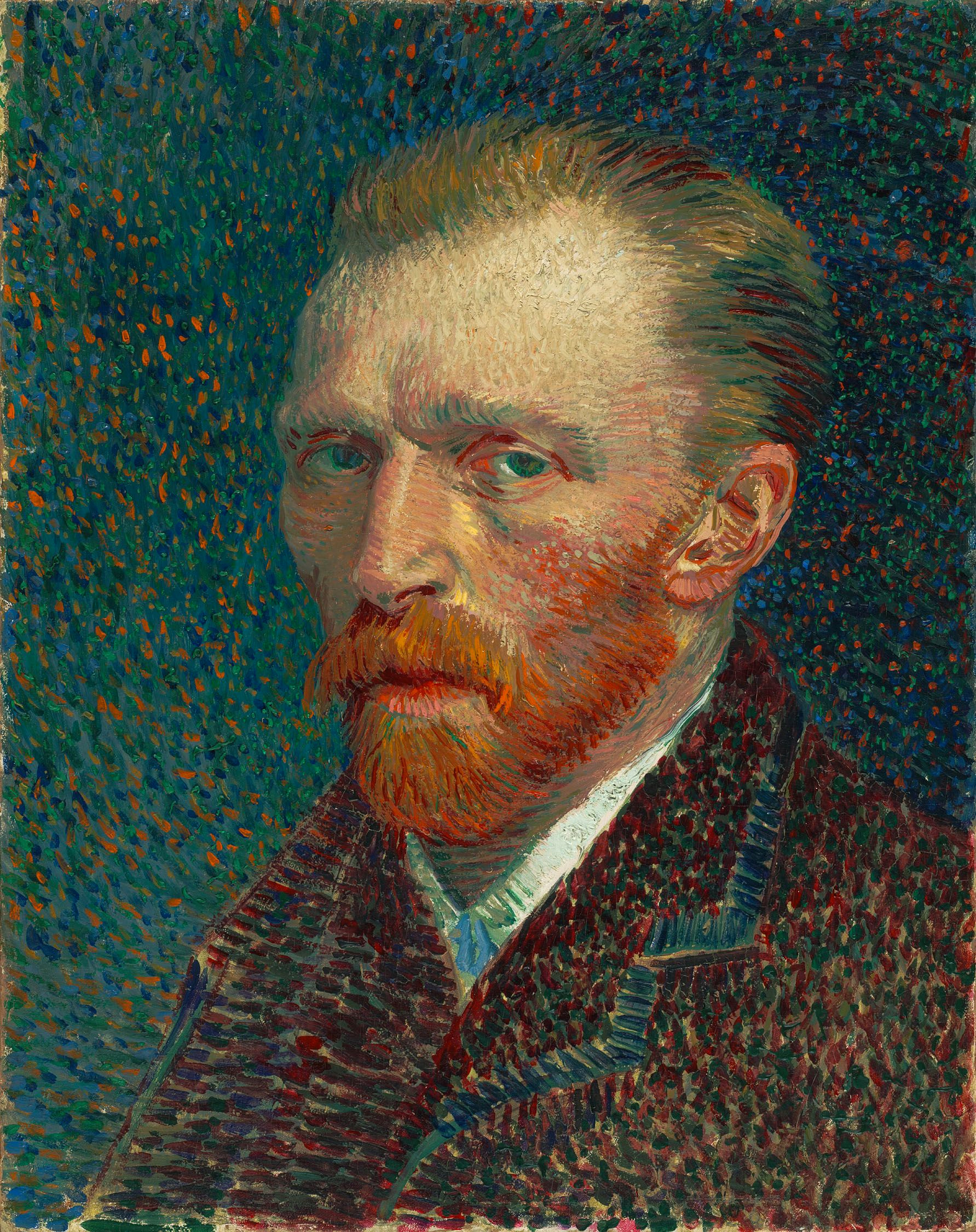
Vincent van Gogh, Selbstbildnis, Paris 1887

Großen Einfluss auf den Roman hatten nach Banville die Gemälde des Franzosen Pierre Bonnard. Bonnard hatte seine Frau immer wieder gemalt, immer jung, häufig als Akt im Bad, selbst nach ihrem Tod. Banville sieht hier eine tiefe Verbindung zu seiner Romanfigur Max Morden, der ebenfalls in der Vergangenheit Kräfte gegen den Verlust seiner Frau sucht. So lässt Banville Max Morden glücklos an einer Biographie Bonnards schreiben. Die Verbindung zwischen der Malerei des französischen Symbolismus geht aber tiefer, versucht sprachlich einen ähnlich intensiven Blick auf die Gegenstände zu werfen.
Das Selbstbild des Erzählers Max Morden erscheint als geprägt von einem Porträt von Van Gogh:

„…als ob man ihn gerade zur Strafe untergetaucht hat, fliehende Stirn, eingedrückte Schläfen und hohle, vom Hunger eingefallene Wangen; er guckt schräg aus dem Rahmen, argwöhnisch, zornig und zugleich ahnungsvoll, wie jemand, der mit dem Schlimmsten rechnet, wozu er ja auch allen Grund hat.“

Wie van Gogh auf dem Porträt wächst dem Erzähler auf seiner Reise in die Vergangenheit ein überraschend roter Bart. Auch andere Aspekte des Porträts gehen in die Selbstdarstellung des Erzählers Max Morden ein, die Rosacea, die Entzündung der Augen, es erscheint, als habe Banville beim Verfassen des Romans begonnen, das Selbstporträt van Goghs wie ein Spiegelbild zu betrachten und zu erforschen.
Das Beschreiben der Vergangenheit erscheint auch deshalb als Form der Malerei, weil die Erinnerung Max Mordens weniger bewegten Bilder entwirft, sondern eher Stillleben der Vergangenheit, malerisch eingefrorene Dokumente vergangener Zeit. Die großen Erlebnisse der Vergangenheit erscheinen in Banvilles Roman nicht als wiedererlebte Aktion in der Zeit, sondern als Ansammlung von gleichsam erstarrten Fragmenten und Details.

„Es war ein prächtiger, oh ja, ein wirklich prächtiger Herbsttag, alle Kupfer- und Goldtöne von Byzanz unter einem emailblauen Tiepolohimmel, die Landschaft ganz gefirnisst und glasiert, sah gar nicht wie das Original aus, sondern eher wie ihr eigenes Spiegelbild im stillen Wasser eines Sees.“

Ein typisches Bild zum Gemälde erstarrter Vergangenheit ist die Schilderung der fast statuarisch wirkenden Familie Grace beim Picknick. Eine andere an Malerei erinnernde Szene beschreibt Rose, der Connie Grace im Garten mit dem Wasser aus einer alten Regentonne die Haare wäscht.

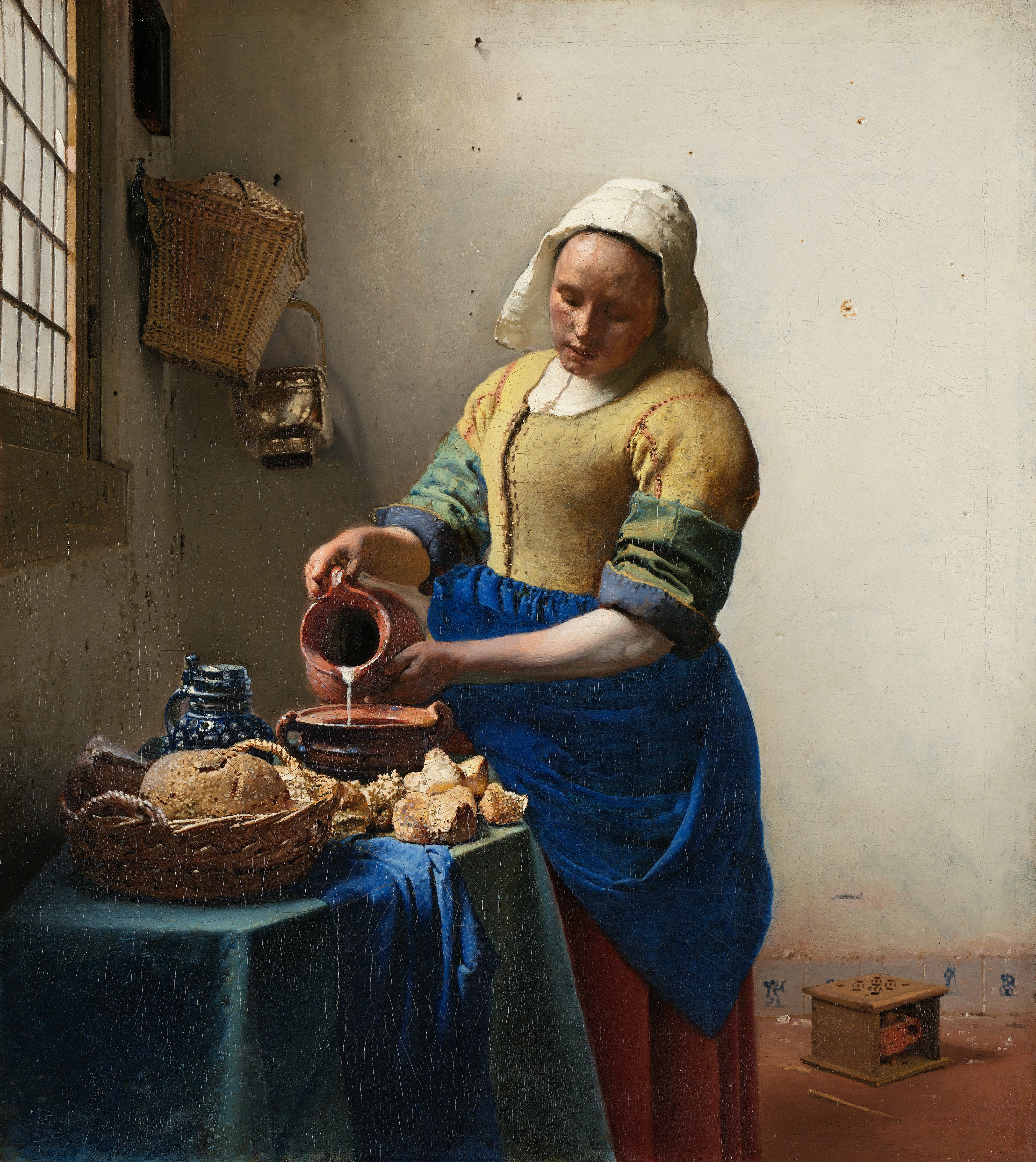
Jan Vermeer van Delft, Dienstmagd mit Milchkrug, um 1660

„Es ist nicht zu übersehen, dass sie gerade erst aufgestanden ist, ihr Gesicht wirkt grob im morgendlichen Licht, wie eine Skulptur, der noch der Feinschliff fehlt. Sie steht genau in der gleichen Pose da wie Vermeers Magd mit dem Milchkrug, den Kopf und die linke Schulter nach vorn geneigt, eine Hand unter Rose' schwer herabfallendes Haar gewölbt, indes sie mit der anderen in dickem, silbrigen Schwall Wasser aus einer abgeplatzten Emailkanne gießt.“

Es ist vor allem Connie Grace, die Max Morden zu solchen gemalten Erinnerungen reizt. Dabei ist die literarische Verarbeitung klassischer Gemälde offensichtliches Gestaltungsprinzip. Auch der Wortschatz entspricht dabei häufig dem einer Bildbeschreibung. Aber auch Chloe und Rose, die zwei anderen Heldinnen „des salzgebleichten Triptychons jenes Sommers“ regen zu immer neuen Sprachgemälden an. Dabei ist es Rose, „deren Bild an der Wand meiner Erinnerung am deutlichsten gezeichnet ist. Ich glaube, das liegt daran, dass die beiden ersten Figuren dieses Schauspiels, ich meine Chloe und ihre Mutter, ganz und gar mein Werk sind, während Rose von anderer, unbekannter Hand stammt. Ich gehe immer näher an die zwei heran, die beiden Graces, bald an die Mutter, bald an die Tochter, trage hier ein wenig Farbe auf, schwäche dort ein Detail ab …“

„He admits his lack of real talent: precisely the source of his eagerness to impress by the acuity of his visual impressions. For this "middling man", everything exists to end in one of the static tableaux of which his reminiscences are made.“

„Der Erzähler gesteht ein, dass ihm wirkliches Talent fehlt: genau hier liegt die Quelle seines Eifers, durch die Schärfe seiner visuellen Eindrücke zu beeindrucken. Für diesen mittelmäßigen Mann existiert alles nur, um in statischen Stilleben zu enden, die seine Erinnerung ausmachen.“

Die weiteren Verweise auf die Malerei sind zahlreich. Rose erinnert Max durch ihre gebogene Nase an ein spätes Porträt von Picasso, das Frontalperspektive und Profil gleichzeitig zeigt, manchmal denkt er bei ihrem Anblick auch an eine Duccio-Madonna. Max Mordens Tochter erinnert ihn mit ihrer unproportionalen Figur an eine der Zeichnungen von John Tenniel zu Alice im Wunderland.

## Literarische Form

### Rückgriffe auf Mythologie
Banville greift verschiedene Motive vor allem der griechischen Mythologie auf. Die gedankliche Reise des Erzählers in die Vergangenheit erscheint als Versuch, durch intensive Erinnerungen die Vergangenheit und die Toten zum Leben zu erwecken.

„Heute vor einem Jahr mussten Anna und ich Mr Todd zum ersten Mal in seiner Praxis aufsuchen. Was für ein Zufall. Oder auch nicht, vielleicht; gibt es denn Zufälle in Plutos Reich, durch dessen unbetretene Weiten ich leierloser Orpheus irre? Zwölf Monate schon, immerhin! Ich hätte Tagebuch führen sollen. Mein Tagebuch des Jahrs der Plagen.“

Vor allem die bewunderte Familie „Grace“ (= „Gnade“, „Liebreiz“) und ihre Kinder erscheinen ihm als „Götter“. Dabei verweist die Göttlichkeit nicht nur auf die hohe soziale Stellung der „Graces“, sondern auch auf antike Vorstellungen von Geheimnis und Erotik. Als Junge hatte Max sich intensiv für die griechischen Sagen interessiert, war fasziniert von den Verwandlungen der griechischen Götter. Dabei verbindet er die Vorstellung der Nacktheit mit den antiken Götterbildern, assoziiert entsprechende Darstellungen bei Michelangelo und anderen Meistern der Renaissance. Die göttlichen Graces verführen den christlich erzogenen Max zur „Sünde des Schauens“.

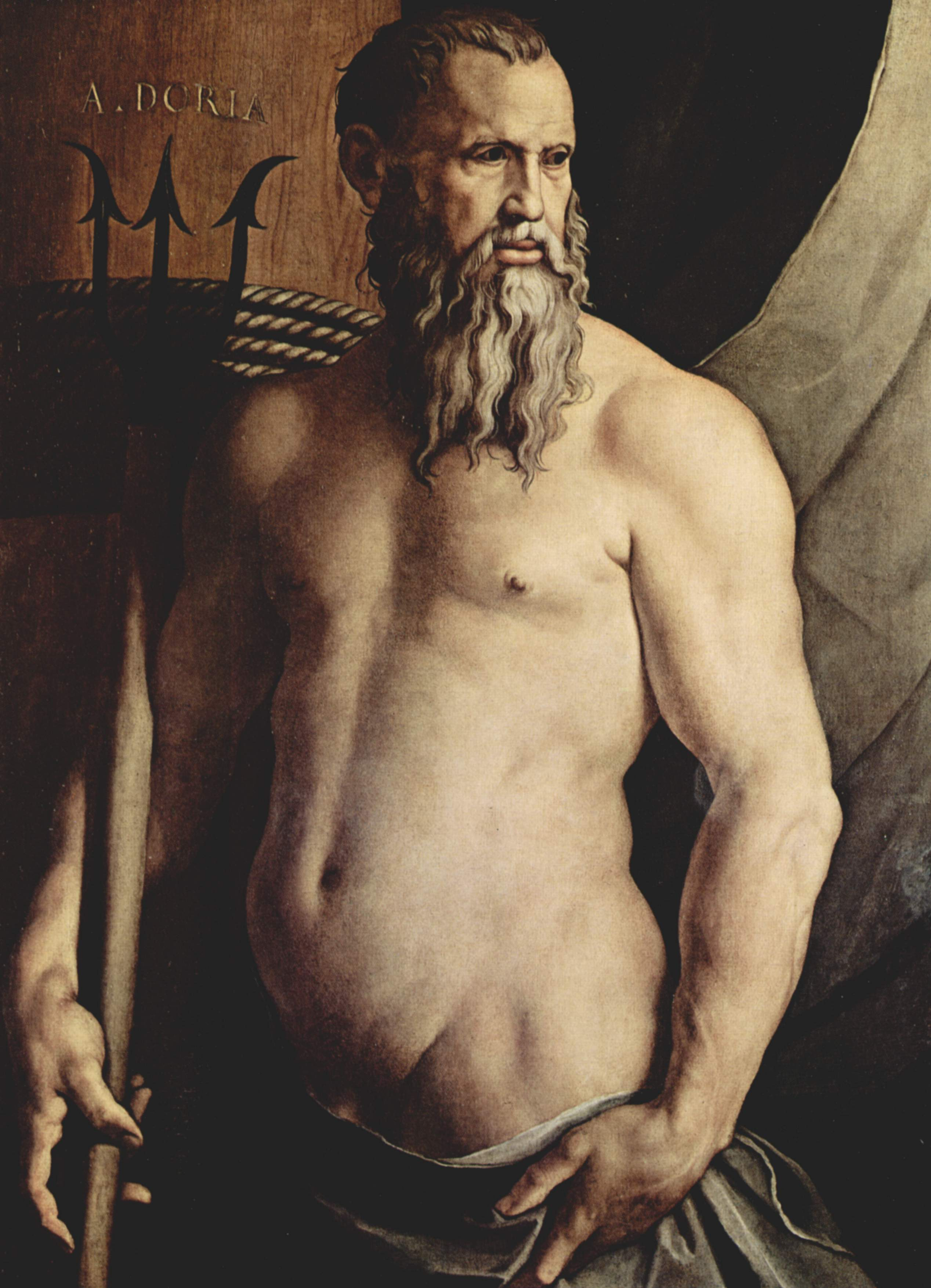
Angelo Bronzino, Poseidon

Dem bewundernden Max erscheint Mr. Grace gleichzeitig als Satyr und „als Poseidon unseres Sommers“., „ganz wie der Alte Vater Zeit höchstselbst“ Seine Frau Connie als Mänade, als „lümmelnde Maja“, als „Avatara“, d. h. als vom Himmel herabgestiegene indische Gottheit. Das Kindermädchen Rose verkörpert für den jungen Max Morden Ariadne auf Naxos, Chloe erscheint als Panfigur und ihr stummer Bruder Myles mit den Schwimmhäuten zwischen den Zehen („Erkennungsmerkmale eines Göttleins, himmelklar“; Die See, S. 55) als böser Kobold, als Poltergeist.
Den mythischen Zug der erzählerischen Wanderung durch das Reich der Toten, der verlorenen Vergangenheit, betont der Roman, wenn er den Erzähler selbst aus der Perspektive des Wiedergängers sprechen lässt.

„Gerade schritt einer über mein Grab.
Irgendeiner.“

Die wachsende Angst Max Mordens erscheint ihm in klassischer Form, als Leben „in einer dämmrigen Unterwelt“, die „kalte Münze für die Überfahrt in meiner bereits erkaltenden Hand“.
Die Verbindung zur Mythologie stellt der Erzähler häufig über die See her. Gleichgültig gegenüber dem Schicksal der Lebenden und Toten erscheint sie als zeitlose Verbindung der mythologischen und der realen Welt.

„Die kleinen Wellen vor mir am Ufer sprachen mit munterer Stimme, flüsterten eifrig etwas von einer alten Katastrophe, vielleicht dem Fall von Troja oder Atlantis' Untergang. Nichts als Ränder, brackig und schimmernd. Wasserperlen platzen und fallen als silberne Kette von der Ecke eines Ruderblatts. Ich sehe in der Ferne das schwarze Schiff, das unmerklich von Sekunde zu Sekunde weiter aus dem Nebel aufragt. Ich bin da. Ich höre Deinen Sirenengesang. Ich bin da, bin beinah da.“

Es ist aber nicht nur die klassische griechische Mythologie, die John Banville fasziniert. Die kniende Chloe mit den hinter ihr sitzenden Myles und Max erinnert den Erzähler an eine ägyptische Sphinx, sich selbst sieht er als Materialsammler für ein ägyptisches Totenbuch.
Dabei kommt das Unheimliche im Sinne Freuds aus der Wiederkehr des Bekannten. Es ist die Veränderung des früher Heimatlichen, die befremdet und verzerrt.
Im Angesicht des Todes zerreißt der Vorhang, der die rationale Welt der Gegenwart von Ängsten, Träumen und Mythen trennt. Spricht Annas Arzt Mr Todd nach der Krebsdiagnose „von viel versprechenden Therapien, von neuen Medikamenten“ klingt das für den Erzähler nach „Zaubertränken“ und „Alchimie“, hört er das „lautlose Rasseln der Lepraschelle“. Aus der absoluten Bedrohung des Lebens erwächst „eine neue Spielart von Wirklichkeit“, erweist sich die absolute Gleichgültigkeit der dinglichen Welt gegenüber dem Leiden der Menschen.

### Sprechende Namen
Sprechende Namen betonen den fiktiven Charakter der Erzählung. Besonders deutlich wird dies dadurch, dass selbst der Vorname des Erzählers eine Erfindung ist, dass wir seinen wirklichen Namen gar nicht erfahren. Aber auch die Namen anderer Figuren und Orte werden als Erfindungen des Erzählers ausgewiesen:

„Rose, geben wir auch ihr einen Namen, der armen Rose …“

„Der Wagen kam aus dem Dorf und brauste zur Stadt, die zwanzig Kilometer von hier entfernt ist; Ballymore will ich sie nennen. Die Stadt heißt Ballymore und dieses Dorf hier Ballyless, mal mehr, mal minder Bally, albern…“

Dabei verweist das Slangwort „bally“ (= „verdammt“, „verflucht“) ebenso auf die zu erwartende Tragödie wie die Namen einiger Figuren. „Mr Todd“ heißt der Arzt, der Anna, der Frau des Erzählers, das Todesurteil verkündet, „Max Morden“ alliterierend der von Schuldgefühlen verfolgte Erzähler. Dabei laufen die Assoziationen zu „Tod“ und „Mord“ nicht zufällig über das Deutsche, Banville verweist in einem Interview auf die grundlegende Bedeutung des Todes für Martin Heidegger und Paul Celan. Banville spielt mit den Konnotationen dieser Begriffe, etwa wenn er den Krebs in Annas Bauch „das große Baby t'Od“ nennt.
Der zweifelhafte Colonel, der der Hotelchefin vergeblich näherkommen will, heißt „Blunden“ („to blunder“ = einen groben Fehler machen). Aus der attraktiven, jungen Haushälterin Rose wird die ältlich-angesäuerte Hotelwirtin „Miss Vavasour“.
Banvilles auch aus früheren Romanen bekannte Technik, Namen seiner Figuren über das Deutsche mit Konnotationen aufzuladen, stößt bei den Rezensenten nicht nur auf Begeisterung.

„Max and his wife go to visit an oncologist named Mr. Todd, and Max says, "This has to be a bad joke on the part of polyglot fate." If you (a) know that "tod" is the German word for death (I had to look it up) or (b) like such erudite word play, you’ll love what Banville is doing here. If your reaction is, "what a pretentious jerk," you’ve summed up Max pretty well, but you might want to pick out a different book.“

„Max und seine Frau besuchen einen Onkologen namens Mr. Todd und Max sagt: „Ein geschmackloser Scherz eines polyglotten Schicksals.“ Wenn Sie a) wissen, dass „Tod“ das Deutsche Wort für „death“ ist (Ich musste es nachschlagen.) oder b) solche gelehrten Wortspiele mögen, werden Sie lieben, was Banville hier macht. Wenn ihre Reaktion lautet, „Was für ein Edelkitsch!“, dann bringen Sie Max recht gut auf den Punkt, dürften aber Lust bekommen, ein anderes Buch in die Hand zu nehmen.“

Auch David Thomson sieht das Wortspiel mit Mr. Todd als Verkünder der tödlichen Diagnose als gescheiterten Versuch, ein humorvolles Wortspiel zum Thema Tod zu entwickeln.

### Erzähltechnik
Scheinbar belauscht der Leser über lange Strecken des Romans unbemerkt die inneren Monologe des Erzählers Max Morden, irritiert von unverständlichen Anspielungen, überraschenden Mischungen von Zeiten und Orten. Aber immer wieder wird diese Rolle des Lesers als heimlicher Zuhörer durchbrochen, indem sich der Erzähler von Banvilles Roman als schreibender Autor reflektiert, die Fiktionalität der Erinnerungsarbeit deutlich hervorhebt.

„Wie alt waren wir damals, zehn, elf? Sagen wir, elf. Das langt.“

„Und warum sollte ich mich wohl, anders als jeder dahergelaufene Melodramatiker, der Forderung verschließen, dass die Geschichte zum Schluss noch eine ordentlich überraschende Wendung braucht? (After all why should I be less susceptible than the next melodramatist to the tale’s demand for a neat closing twist?)“

Es entsteht dadurch ein seltsamer Blick auf die Erinnerungsarbeit des Erzählers Max Morden, der plötzlich aus der Perspektive des Autors spricht, „creating, not remembering“, erschaffend, nicht erinnernd, wie John Crowley in seiner Rezension in der Washington Post schreibt.
Typisch für das Erzählen Max Mordens ist auch die Freude an Aphorismen, die seine Haltung philosophisch oder drastisch auf den Punkt bringen.

„Es gibt Momente, da besitzt die Vergangenheit eine so ungeheure Kraft, dass man beinahe meint, sie könne einen auslöschen.“

„Der Teebeutel ist eine schlimme Erfindung, mich mit meinem vielleicht etwas überempfindlichen Blick erinnert er immer an eine aus Achtlosigkeit in der Kloschüssel zurückgebliebene Hinterlassenschaft.“

Dabei verwendet der Erzähler sehr oft literarische Zitate, u. a. von Yeats, Keats, Milton, Tennyson, Conrad, Shakespeare, Eliot und Stevens. Häufigste Quelle literarischer Zitate im Roman sind jedoch die früheren Werke des Autors selbst. Dabei verwendet Banville sowohl Namen und Charaktere als auch Motive.

„Ob so der Tod ist, fragte er sich, ob so die Menschen anfangen zu sterben, indem sie jedesmal ein bißchen weiter hinausschwimmen, bis sie irgendwann kein Land mehr sehen, niemals mehr?“

### Stil
Ins Auge fällt auch die präzise Sprache John Banvilles. Die Rezensenten loben seinen brillanten Stil, der an Nabokov erinnere. Viele Aphorismen, Wortspiele und Sentenzen sind derart gekonnt formuliert, dass sie jede Zitatensammlung bereichern würden.
Typisch für Banville sind auch die pointierten Personenschilderungen. Dabei kommt neben feinen Beobachtungen auch ein grausamer Zug zum Ausdruck, ein manchmal kalter Blick des Erzählers auf seine Mitmenschen und sich selbst.

“One of John Banville’s skills as a stylist is to discern the alien at work in the human. ‘One’s eyes,’ he writes, ‘are always those of someone else, the mad and desperate dwarf crouched within.’”

„Eine von John Banvilles Stärken als Stilist ist es, das Wesensfremde im Menschen zu erkennen. ‚Unsere Augen‘, so schreibt er, ‚sind immer die eines anderen, die des verrückten und verzweifelten Zwerges, der sich in uns verbirgt.‘“

Anspruchsvoll ist auch die Wortwahl Banvilles und seines Erzählers Max Morden. Benötigt der englische Leser ein Wörterbuch, um die auf deutschen Begriffen beruhenden Nebenbedeutungen der Namen der Akteure zu verstehen, so braucht der deutsche Leser mit hoher Wahrscheinlichkeit ein Wörterbuch, wenn er die englische Ausgabe zur Hand nimmt. Selbst englische Rezensionen bemerken die oft ungewöhnliche Wortwahl. und die Wellen von ungewöhnlichem Vokabular.
Zentrale Metapher des Romans ist „die See“, Sinnbild für die Natur, die gleichgültig mit einem Aufrauschen Menschenleben vernichtet. Sie steht für die Naturgewalten, denen der Mensch machtlos gegenübersteht, auch wenn sie, wie David Thomson in seiner Rezension ausführt, uns manchmal erlaubt, sie als eine Panorama des Friedens, der Schönheit und der Ruhe wahrzunehmen.

### Soziale Welten
Max Morden erscheint seine ärmliche Herkunft als Belastung, er setzt sich schon früh das Ziel, den ärmlichen Verhältnissen seiner zerstrittenen Eltern zu entkommen.

„Hätte es in meiner Macht gelegen, ich hätte meinen peinlichen Eltern fristlos gekündigt, hätte sie platzen lassen wie Gischtbläschen, meine dicke kleine Mutter mit ihrem nackten Gesicht und meinem Vater, dessen Körper aussah, als bestünde er aus Schweineschmalz.“

Max Mutter spürt diese Ablehnung und reagiert „hart und ungerührt“, sieht sein Verhalten als Verrat.
Der Welt seiner Familie steht in der Kindheit die Welt der Graces gegenüber. Die große schwarze Limousine, ein zerknitterter Reiseführer vom Kontinent, das große Ferienhaus kennzeichnen für den kleinen Max eine erstrebenswerte Welt. Aus der Bewunderung heraus entdeckt Max bei den Graces geradezu göttliche Merkmale und Verhaltensweisen.
Als Erwachsener begegnet Max Morden mit dem Vater seiner Frau Anna erneut einem reichen Mann, dessen Vermögen aber aus zweifelhafter Quelle zu stammen scheint. Anders als in der Kindheit gelingt Max mit Hilfe von Annas Geld der soziale Aufstieg. Er wird das, wovon er als Kind geträumt hat: ein „Mann mit nutzlosen Interessen und geringem Ehrgeiz“.

### Zeitebenen
Der Roman verbindet wesentlich drei Zeitebenen, die jedoch immer wieder durch weitere Erinnerungsfetzen angereichert werden. Erste Erzählebene ist die Perspektive des alternden Max Morden ein Jahr nach dem Tode seiner Frau Anna. Eine weitere Ebene ist die Erzählung der Ehe mit Anna bis zu ihrem Tod. Die dritte Ebene beschreibt einen August in der Kindheit des Erzählers, in dem er der Familie Grace und ihren Kindern begegnet ist. Erste und dritte Ebene spielen im Strandort Ballyless.
Dabei nähert sich der Erzähler der Vergangenheit verschieden stark, bleibt teilweise auktorial-distanziert, interpretiert, deutet Zukünftiges an, nimmt aber teilweise auch die Perspektive seines vergangenen Ichs ein. In solchen Passagen wird szenisch erzählt, entwickeln längst vergangene Episoden neues Leben.

### Blicke

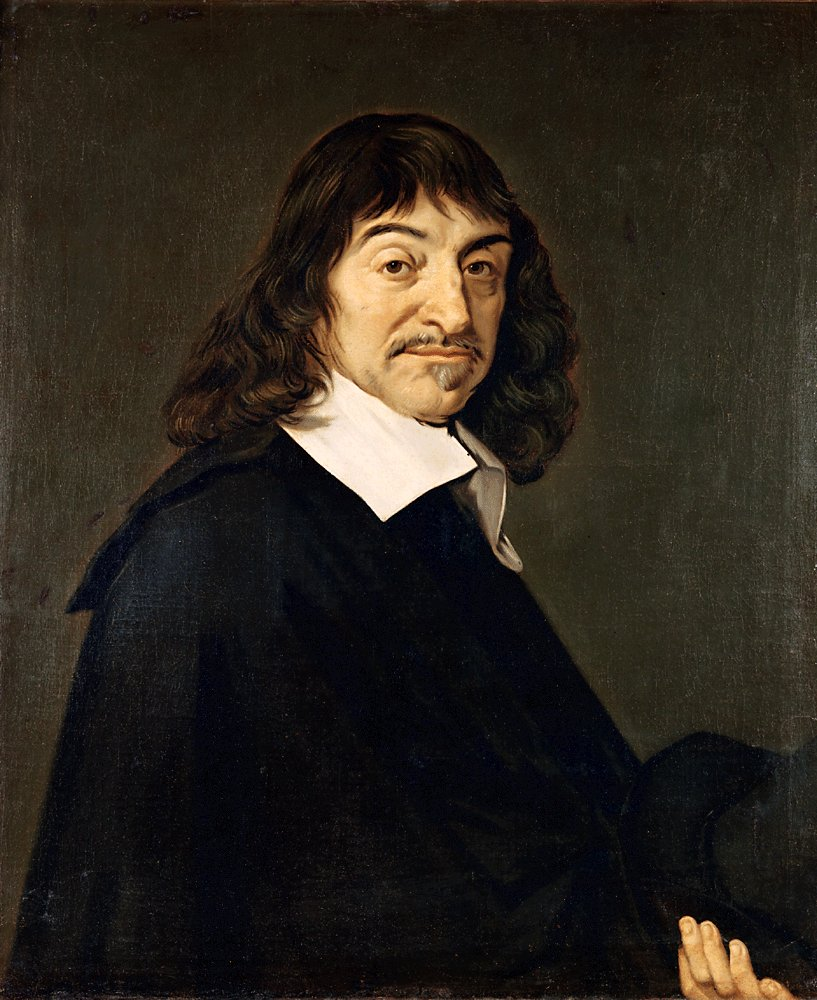
René Descartes

Die Philosophie der Blicke, die der Roman entwickelt, entwirft ein komplexes Geflecht wechselseitiger versteckter und offener Beobachtungen.

„Zwillinge: die Götter, Nebengötter, auffallend ähnlich, beobachten den Erzähler über den Rand der Wasser. Götter oder Teufel? Himmlische Zwillinge die "lachen gleich Dämonen". Wer beobachtet wen? Ich werde gesehen, also bin ich.“

„Ich werde gesehen, also bin ich.“ Diese Variante auf Descartes „Cogito ergo sum“ („Ich denke, also bin ich.“) ist nicht die einzige philosophische Anspielung im Geflecht der Blicke. Es ist vor allem der vernichtende und objektivierende Blick des anderen, wie ihn Sartre in Das Sein und das Nichts analysiert, den der Roman mit Leben füllt.

„Mit einem Mal war sie der Mittelpunkt der Szene, der Fluchtpunkt, in dem alles zusammenlief, plötzlich war sie es, für die all die Muster und all die Schatten mit solch kunstloser Sorgfalt arrangiert worden waren: das weiße Tuch im glänzenden Gras, der blaugrüne, gebeugte Baum, das fransige Farnkraut, sogar die Wolken, die sich hoch am grenzenlosen, maritimen Himmel droben redlich mühten, Stillstand vorzutäuschen.“

Erst in der absoluten Fremdheit der „göttlichen“ Graces sieht der Erzähler sich selbst, die soziale Situation, die ihn prägt, seine Beschränktheit. Chloe objektiviert die Welt des Erzählers durch ihre absolute Andersartigkeit.

„Ich kann ohne Übertreibung behaupten – nun gut, ein gewisses Maß an Übertreibung ist durchaus mit im Spiel, aber ich behaupte trotzdem –, dass die Welt für mich erst durch Chloe als objektiv existierendes Phänomen manifest geworden ist. Weder meine Eltern noch meine Lehrer oder die anderen Kinder, ja nicht einmal Connie Grace, niemand war für mich bis dahin auf eine solche Weise real gewesen wie Chloe. Und wenn sie real war, war ich es plötzlich auch.“

Claudia Kuhland schreibt entsprechend über den Autor: „Er lebt zurückgezogen in der Nähe von Dublin am Meer – John Banville, ein Ire, der sich gerne zwischen alle Stühle setzt und die Provokation liebt. Der ehemalige Journalist ist so etwas wie ein altmodischer Existentialist.“
Das „Thema Beobachten und Beobachtetwerden“ wird entwickelt im Motiv des Spiegels. Zunehmend sieht sich Max Morden als Parodie seiner selbst, die aufgrund seiner Körpergröße zu tief hängenden Spiegel zwingen ihn bei der Selbstbeobachtung zu einer Haltung, in der er „unverkennbar etwas von einem Erhängten“ habe. Dabei sieht sich der Erzähler nicht nur in den alltäglichen Spiegeln, er findet sich auch in Selbstporträts von Bonnard und van Gogh gespiegelt.

„Die Verklärung der bessergestellten Familie Grace – des lebhaften Mr. Grace als «Poseidon unseres Sommers», der Zwillinge Chloe und Myles, der erregenden Mrs. Grace, die so unerreichbar und begehrenswert schien «wie irgendeine gemalte bleiche Dame mit Einhorn und Buch» - machte den elfjährigen Morden blind für die Tragödie, die sich vor seinen Augen abspielte, und verwehrt noch der von der Unschärfe seiner Erinnerungen getrübten Reflexion des alternden Erzählers die klare Sicht auf die Ereignisse hinter den Spiegeln, in denen Morden doch vor allem die verschiedenen, immer nur vorübergehenden Versionen seines eigenen Ichs erblickt.“

## Rezeption
John Banvilles Roman wurde in den internationalen Feuilletons überwiegend positiv besprochen, die Verleihung des Booker Prize war sicher auch eine Wirkung dieses positiven Echos. Kritik traf vor allem die Komplexität des Werkes. Hier einige Stimmen:

„Dass es John Banville richtig macht, bescheinigten ihm die Kritiker schon lange. Sehr zu seinem Ärger – denn Banville will für alle schreiben – war er bislang allerdings vor allem ein Liebling der Feuilletons. Mit seinem neuen vierzehnten Roman "Die See", der im vergangenen Jahr mit dem Booker Prize ausgezeichnet wurde, erreichte er erstmals viele Leser.“

„Banvilles Roman war der wohl literarischste des Finales und insofern eine bemerkenswerte Wahl. […] Von der Kritik wurde Banville vor allem als großer Stilist gefeiert und der Roman für seine wortgewaltigen Meditationen gelobt. Eine amerikanische Bewunderin, die ihn nach der Herkunft seiner wunderbaren Sprache fragte, verwies er etwas überraschend aufs Wörterlexikon: "Webster, my dear."“

„Der Tod ist in diesem Roman immer schon vorher da. Er steht am Ende und am Anfang und John Banville nähert sich ihm in seinem Monolog gleich von mehreren Standorten und Zeitebenen. Er schreibt sich heran an dieses große saugende Nichts, das ihn in seiner Jugend, als die Zwillinge in einem Akt völliger Unverständlichkeit für immer im Meer abtauchen, und im Alter als depressiven Witwer, wie Strandgut zurücklässt. Und dennoch ist "Die See" kein morbides Alterswerk, sondern eine große Reflexion über den Verlust, die Grenzen der Wahrnehmung und die Rätsel des Lebens.“

„They departed, the gods, on the day of the strange tide. Man merkt mit dem ersten Satz, den man laut lesen muß, daß es hier jemand ernst meint mit der Sprache und der Musik. Jeder Satz dieses Buches ist klanglich und rhythmisch durchgeformt, wovon die fast schlackenlose Übersetzung Christa Schuenkes immerhin einen Eindruck vermitteln kann. Banville ist berühmt für die Fülle seiner Bilder und Details: die Wellen, die eifrig herangetrappelt kommen, um gleich wieder den Rückzug anzutreten wie eine Schar von zwar neugierigen, aber dabei auch furchtsamen Mäusen; der Wind über dem Meer, der die Wasseroberfläche in scharf gezackte, metallisch blitzende Splitter zerfetzt; der abkühlende Motor, der mißbilligend mit der Zunge schnalzt. Seine Prosa ist auf der Molekularebene ebenso meisterhaft wie als große Form. Meisterhaft sind das Spiel der Assonanzen und die Kunst des Beiworts (man lese, wie er die Augen von Teddybären beschreibt); meisterhaft ist das wellenartige Gleiten zwischen vier oder fünf Zeitschichten, die durch den medusenhaften Erzähler strömen; meisterhaft ist das Plot-Mobile von japanischer Anmut und Raffinesse.“

„"Die See" ist, fürchte ich, ein Buch, das der Reputation des Man Booker Prize nicht sehr gut tun wird. Natürlich sollte der Man Booker Prize einem Werk nicht aufgrund seiner wahrscheinlichen Leserschaft verliehen werden, er sollte für Qualität vergeben werden, und doch wird der Booker-Preisträger einer der wenigen Titel sein, die dieses Jahr von den Lesern gekauft werden.
Ich habe "Die See" vor drei Monaten besprochen und ich fürchte, ich kann mich an nichts mehr erinnern, außer, daß es am Meer spielt und ich vom Wortschatz beeindruckt war. Es ist eine nebulöse, überfeinerte Wahl für die Leute in Hampstead, aber kaum für den Normalleser geeignet.“

## Sekundärliteratur
- John Crowley: Art and Ardor. In: The Washington Post. 13. November 2005.
- Thomas David: Die Gezeiten der Erinnerung. John Banville zeigt sich in „Die See“ auf der Höhe seiner Kunst. In: Neue Zürcher Zeitung. 5. September 2006 (NZZ-Rezension)
- Brian Dillon: Fiction – On the shore. In: New Statesman. 20. Juni 2005
- Tibor Fischer: Wave after wave of vocabulary. Telegraph, 6. Juli 2005 (Online-Version)
- David Grylls: Fiction: The Sea by John Banville.In: The Sunday Times vom 12. Juni 2005
- Lewis Jones: A ghost of a ghost. Telegraph, 6. Mai 2005 (Online-Version)
- Claudia Kuhland: Erinnerte Liebe: Der meisterhafte Roman „Die See“ des Booker-Preisträgers John Banville. WDR-Kritik vom 2. Oktober 2005
- Michael Maar: Als die Flut kam, gingen die Götter. Ein Orkan in der Streichholzschachtel: John Banvilles meisterhafter Roman „Die See“. In: Frankfurter Allgemeine Zeitung. 4. Oktober 2006, S. L6
- Ijoma Mangold: Ein kleines Scheusal mit schmutzigen Gedanken, Was ist das Ich, wenn nicht ein Ölfleck auf den Wellen? John Banvilles erhaben feiner Roman „Die See“. In: Süddeutsche Zeitung. 4. Oktober 2006
- David Thomson: Heavy With Grief and Mourning, Thick With Eccentric Verbiage. In: The New York Observer. 13. November 2005
- Yvonne Zipp: Dark musing by the Irish sea. In: The Christian Science Monitor. 6. November 2005